# الدين المدني الأمريكي

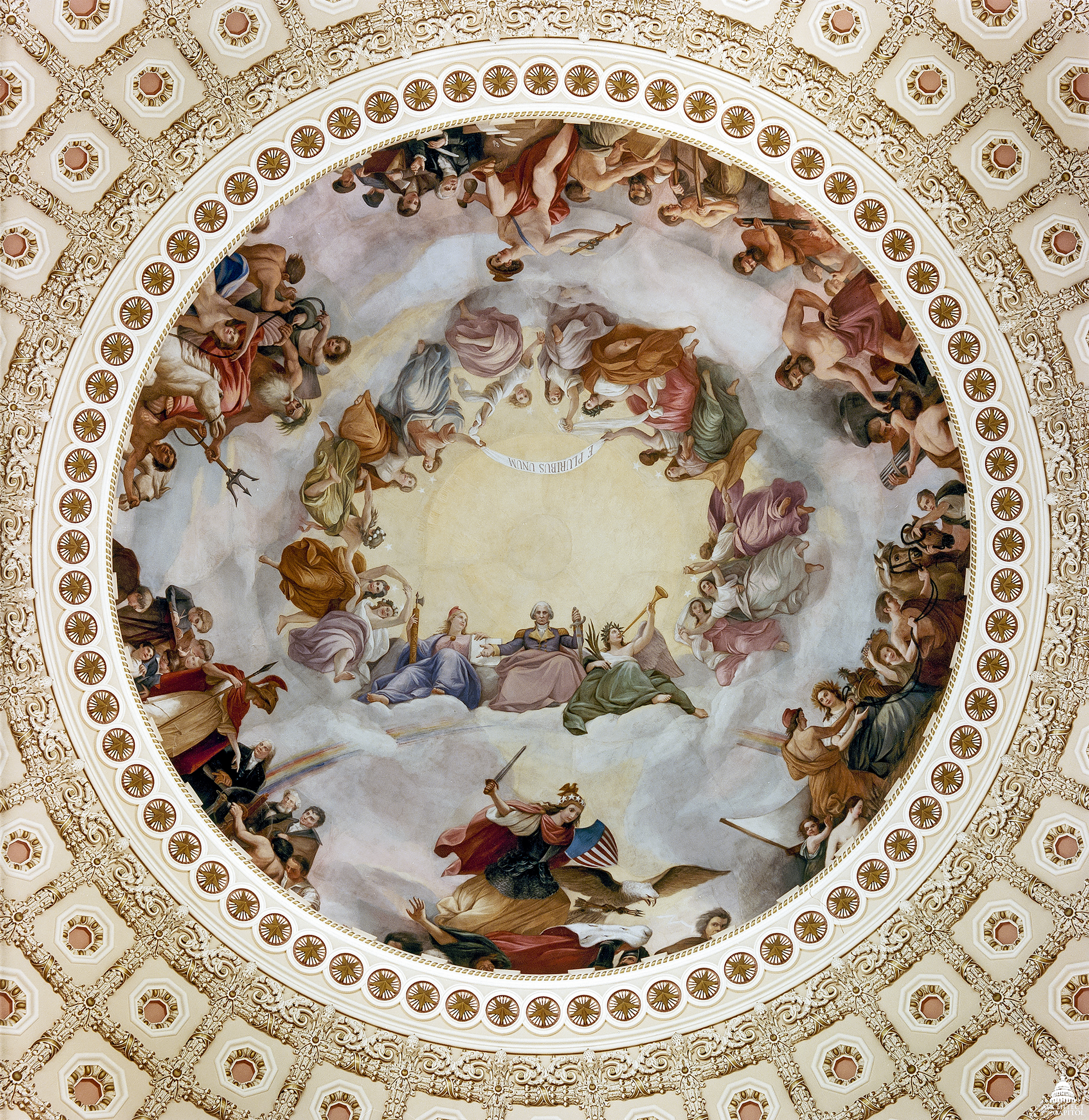
تأليه جورج واشنطن

الدين المدني الأمريكي هو نظرية سوسيولوجية تشير إلى وجود عقيدة شبه دينية وغير طائفية داخل الولايات المتحدة لها رموز مقدسة مستمدة من التاريخ الوطني. وصورها العلماء كقوة متماسكة، فهي مجموعة مشتركة من القيم التي تعزز التكامل الاجتماعي والثقافي. ويمكن اعتبار العناصر الشعائرية للربوبية الرسمية الموجودة في الاحتفالات الأمريكية والاستدعاءات الرئاسية لذكر الإله على أنها تعبيرات عن الدين المدني الأمريكي. وإن التركيز الشديد على الموضوعات الدينية المسيحية هو أمر أميركي مميز تمامًا والنظرية مصممة لتفسير ذلك.
يعود هذا المفهوم إلى القرن التاسع عشر، ولكن بشكله الحالي يعود إلى عالم الاجتماع روبرت بيلا الذي طور هذه النظرية في عام 1967 في مقالته، «الدين المدني في أمريكا». وسرعان ما أصبح هذا الموضوع محل تركيز رئيسي في مؤتمرات علم الاجتماع الديني وكتبت العديد من المقالات والكتب حول هذا الموضوع. وبلغ النقاش حوله ذروته عام 1976 مع الاحتفال بالذكرى المئوية الثانية للاستقلال الأمريكي. هناك وجهة نظر مفادها أن بعض الأمريكيين أصبحوا يرون وثيقة دستور الولايات المتحدة، إلى جانب إعلان الاستقلال ووثيقة الحقوق كأركان لنوع من الدين المدني أو الدين السياسي. ويقول عالم الاجتماع السياسي أنتوني سكويرز إن هذه النصوص أصبحت بمثابة المراسيم المقدسة للدين المدني الأمريكي لأنها تستخدم كرموز موثوقة في ما يسميه سياسة المقدس. إن سياسة المقدس - بحسب سكويرز - هي «محاولة تحديد وإملاء ما يتوافق مع المقدسات الدينية المدنية وما هو غير ذلك. إنها معركة لتحديد ما يمكن وما لا يمكن أن يكون، وما يجب وما لا يجب التسامح معه أو قبوله في المجتمع، بناءً على علاقته بما هو مقدس لذلك المجتمع».
وفقًا لبيلا، يتبنى الأمريكيون «دينًا مدنيًا» مشتركًا مع بعض المعتقدات والقيم والأعياد والطقوس الأساسية، بشكل موازٍ أو مستقل عن دينهم الشخصي. وغالبًا ما كان دور الرؤساء مركزيًا في الدين المدني، والأمة تمنح تكريمًا شبه ديني لشهدائها - مثل أبراهام لنكولن والجنود الذين قتلوا في الحرب الأهلية الأمريكية. ولاحظ المؤرخون استخدام المستوى الرئاسي لخطاب الدين المدني في أوقات مؤثرة مثل الحرب العالمية الثانية، وحركة الحقوق المدنية، وهجمات 11 سبتمبر.
في مسح لأكثر من خمسين عامًا من دراسة الدين المدني الأمريكي، حدد سكوايرز أربعة عشر مبدأ أساسيًا للدين المدني الأمريكي:
- بر الوالدين.
- إجلال بعض النصوص والرموز المقدسة للدين المدني الأمريكي (الدستور، وإعلان الاستقلال، والعلم، إلخ).
- قداسة المؤسسات الأمريكية.
- الإيمان بالإله أو الرب.
- فكرة أن الحقوق أعطية إلهية.
- اعتبار أن الحرية تأتي من الإله عبر الحكومة.
- تأتي السلطة الحكومية من الإله أو من سلطة أعلى.
- القناعة بأن الإله يمكن أن يُعرف من خلال التجربة الأمريكية.
- الله هو القاضي الأعلى.
- السيادة للإله.
- ينتج ازدهار أمريكا من العناية الإلهية.
- أمريكا هي «مدينة على تل» أو منارة أمل واستقامة.
- مبدأ الموت والبعث الفدائي.
- أمريكا تخدم هدفًا أعلى من المصالح الذاتية.

في دراسة لأكثر من خمسين عامًا من الخطاب السياسي، وجد سكويرز أن بر الوالدين، والإشارة إلى بعض النصوص المقدسة ورموز الدين المدني الأمريكي، والإيمان بإله أو رب، وأمريكا هي «مدينة على تل» أو منارة أمل واستقامة، وأميركا تخدم هدفًا أعلى من المصالح الذاتية هي الأكثر شيوعًا بين المبادئ الأربعة عشرة. ووجد أيضًا أنه لا فروق ذات دلالة إحصائية في مقدار اللغة الدينية المدنية الأمريكية المستخدم بين الديمقراطيين والجمهوريين الحاليين وغير الحاليين ولا المرشحين الرئاسيين ونوابهم.
استُخدم هذا النظام العقائدي تاريخيًا لرفض الأفكار والمجموعات المنشقة. ويرى المنظرون مثل بيلا أن الدين المدني الأمريكي يمكن أن يؤدي الوظائف الدينية للاندماج والشرعية والنبوة، بينما يختلف معه منظرون آخرون، مثل ريتشارد فين.

## تطور المفهوم
يعتقد ألكسيس دو توكفيل أن المسيحية هي مصدر المبادئ الأساسية للديمقراطية الليبرالية، والدين الوحيد القادر على الحفاظ على الحرية في عصر ديمقراطي. وقد كان مدركًا تمامًا للكراهية المتبادلة بين المسيحيين والليبراليين في فرنسا أثناء القرن التاسع عشر، التي تعمقت في عصر التنوير والثورة الفرنسية. إذ كانت المسيحية في فرنسا متحالفة مع النظام القديم قبل عام 1789 واستعادة آل بوربون الرجعية للحكم 1815 - 1830. ومع ذلك قال إن المسيحية لم تكن معادية للديمقراطية في الولايات المتحدة، فقد كانت حصنًا ضد الاتجاهات الخطيرة نحو الفردانية والمادية، التي كانت ستقود إلى الإلحاد والاستبداد.
وقد حملت مساهمات الفيلسوف الفرنسي جان جاك روسو (1712-1778) وعالم الاجتماع الفرنسي إميل دوركايم (1858-1917) قدرًا كبيرًا من الأهمية أيضًا.

### الحالة الأمريكية
يتبع معظم دارسي الدين المدني الأمريكي التفسير الأساسي للبيلا/دوركايم. وتشمل المصادر الأخرى لهذه الفكرة الفيلسوف جون ديوي الذي تحدث عن «الإيمان المشترك» (1934)؛ ونص عالم الاجتماع روبن ميرفي ويليامز المجتمع الأمريكي: تفسير سوسيولوجي (1951) الذي ذكر وجود «دين مشترك» في أمريكا؛ وتحليل عالم الاجتماع لويد وارنر لاحتفالات يوم الذكرى في «مدينة يانكي» (1953 [1974])؛ و«الدين بشكل عام» للمؤرخ مارتن مارتي (1959)؛ واللاهوتي ويل هيربرغ الذي تحدث عن «طريقة الحياة الأمريكية» (1960، 1974)؛ و«دين الجمهورية» للمؤرخ سيدني ميد (1963)؛ والكاتب البريطاني ج. ك. تشيسترتون، الذي قال إن الولايات المتحدة كانت «الدولة الوحيدة التي تأسست وفقًا لعقيدة» وصاغ أيضًا عبارة «أمة بروح الكنيسة».
في نفس الفترة، أجرى العديد من المؤرخين البارزين مثل يهوشوا أريلي ودانيال بورستين ورالف غابرييل «تقييمًا للبعد الديني (للقومية) و(العقيدة الأمريكية) و(الدين الثقافي) و(الإيمان الديمقراطي)».
وأشار عالم الاجتماع الأول سيمور ليبست (1963) إلى «الأميركوية» و«العقيدة الأمريكية» لوصف مجموعة متميزة من القيم التي يحملها الأمريكيون بحماسة شبه دينية.
واليوم، وفقًا لعالم الاجتماع رونالد ويمبرلي وويليام سواتوس، يبدو أن هناك إجماعًا قويًا بين علماء الاجتماع على أن جزءًا من الأميركوية يحمل طابعًا دينيًا بطبيعته، والذي يمكن أن يطلق عليه اسم الدين المدني. لكن هذه الطبيعة الدينية أقل أهمية من «الدين العالمي الأعلى للأمة» والذي كتب عنه المثقفون الفرنسيون في أواخر القرن الثامن عشر مثل جان جاك روسو وألكسيس دو توكفيل.